# 胡安歐洛希奧埃斯蒂加里維亞
胡安歐洛希奧埃斯蒂加里維亞（西班牙語：Doctor Juan Eulogio Estigarribia），是巴拉圭的城鎮，位於該國東部，由卡瓜蘇省負責管轄，始建於1956年，距離亞松森213公里，面積214平方公里，海拔高度272米，人口25,659，人口密度每平方公里120人。